# 고바 다케시
고바 다케시(일본어: 古葉 竹識, 1936년 4월 22일~2021년 11월 12일)는 일본의 프로 야구 선수이자 야구 지도자, 야구 해설가·평론가이다. 구마모토현 구마모토시 니시구 출신이며 현역 시절 포지션은 내야수였다.
본명은 ‘古葉 毅’(동음, 1963년까지)이며, 히로시마 도요 카프의 감독으로 재직할 당시 구단 역사상 최초의 리그 우승으로 이끌면서 빨간 헬멧(赤ヘル) 황금기를 쌓아 올린 명감독으로 알려져 있다.

## 인물

### 프로 입단 전
구마모토 현립 세이세이코 고등학교를 졸업하고 1955년에는 센슈 대학에 입학, 같은 해 여름 방학 기간 중 자신의 모교였던 고등학교를 찾아가 그라운드에서 후배에게 플레이를 보여주고 있었는데 우연히 학교를 방문한 닛테쓰 광업의 경식 야구부 감독(당시)이었던 노닌 와타루로부터 닛테쓰 광업의 입사를 권유받는다. 고바는 자신의 집안에 경제적인 사정을 고려하여 이후에 센슈 대학을 중퇴해 닛테쓰 광업에 입사, 같은 회사의 후타세 광업소(후쿠오카현 가호군 후타세 정)가 운영하는 경식 야구부에 입단했다.
1957년 12월, 경식 야구부의 동료인 에토 신이치의 입단 교섭을 하기 위해 찾아온 히로시마 카프(당시)의 시라이시 가쓰미 감독에 대해서 노닌 감독은 고바를 넘겨주며 고바는 이미 히로시마에 입단하는 단계가 되었다. 입단 계약을 하는 자리에서 고바는 참석하지 않았지만 계약 당일에 급성 허리 통증이 발병하면서 그의 형은 동생을 대신해서 계약을 맺었다.

### 현역 시절
1958년 히로시마에 정식으로 입단하면서 1년차부터는 포지션인 유격수로 뛰게 되었다. 1963년에는 요미우리 자이언츠의 나가시마 시게오와 함께 수위타자를 놓고 경쟁을 펼쳐 한때는 선두 자리에 올라섰지만 같은 해 10월 13일 다이요 웨일스전에서 시마다 겐타로가 던진 공이(당시 구종은 슈트) 턱에 맞아 부상당하면서 퇴장을 당했다. 아래턱의 뼈는 두 동강으로 갈라질 정도로 큰 부상이었는데 잔여 경기인 13경기가 남은 시점이었다. 병원에서는 “나는 구장에 간다. 나를 기다리고 있는 팬들을 위해서 무슨 일이 있어도 타석에 선다”라고 말해 침대위에서 고통을 참으며 신음하듯이 중얼거렸지만 며칠 뒤에 나가시마로부터 “부상에서 완쾌하라”는 내용의 전보를 받았다. 최종적으로는 단 2리차로 나가시마는 수위타자 타이틀을 차지했지만 고바도 베스트 나인(유격수 부문)에 선정되었다. 그 이후에는 타격에 지장을 초래했기 때문에 기동력을 전면에 누르는 플레이 스타일을 추구하면서 1964년과 1968년에 도루왕 타이틀을 석권했다. 이 일은 그 후 감독으로 재직하면서 팀 만들기의 초석이 되었다.
히로시마에서 출전 기회를 놓치고 있던 1970년에 노무라 가쓰야에게 청하면서 구니사다 야스히로와의 맞트레이드로 조노 가쓰히로와 함께 난카이 호크스에 이적했고 이듬해 1971년에는 현역 생활을 은퇴했다.

### 지도자 시절
1972년 ~ 1973년에는 난카이의 코치로서 노무라 가쓰야 감독의 지휘 하에 지도자가 되기 위한 많은 공부를 했다. 1974년에 난카이 구단으로부터 만류되었지만 대학 선배인 모리나가 가쓰야의 요청으로 히로시마의 수비 코치로 복귀했다. 이듬해 1975년에는 15경기 만에 감독직에서 사임한 조 루츠 감독의 뒤를 이어 5월에 감독으로 취임, 시즌 기간 동안 무서운 기세로 10월 15일의 요미우리전(고라쿠엔 구장)에서는 구단 창단 이후 처음으로 리그 우승을 이끌었다. 그 후에도 기동력을 살린 치밀한 야구를 전개하면서 1979년, 1980년, 1984년에 팀을 3차례의 리그 우승과 일본 시리즈 우승을 이끌었다. 1985년 시즌 종료 후 히로시마의 감독직에서 물러났다.
2년 후인 1987년에는 요코하마 다이요 웨일스의 감독으로 취임하면서 히로시마의 황금 시대와 같은 팀의 지휘가 기대되었지만 고바야시 마사유키나 데라오카 다카시, 사노 요시유키, 후쿠시마 히사아키, 나카무라 미쓰요시 등 히로시마 시절의 코칭 스태프를 거느려 조직을 개편한 것이 화근이 되어 팀 성적은 침체되었고 순위는 1988년에 4위를 기록했던 것이 최고 성적이었다. 1989년에는 시즌 최하위의 성적(6위)을 기록하면서 성적 부진에 대한 책임을 지고 감독직에서 물러났다. 한편, 1988년에 히로시마의 스카우터이자 ‘스카우트의 신’으로 알려졌던 기니와 사토시를 초빙했다. 1998년에 요코하마 다이요 웨일스의 후신인 요코하마 베이스타스가 우승했을 당시 주력 선수였던 노무라 히로키, 다니시게 모토노부, 이시이 다쿠로 등은 고바가 재임할 당시에 영입한 선수들이며 난카이 코치(1973년) 히로시마 감독(1977년 ~ 1982년) 시절  인연을 맺었던 장명부를 1986년 말 다이요 투수코치로 영입할 계획이었으나 무산됐다.

### 그 후
다이요 감독직에서 물러난 이후 1999년에는 일본 야구 명예의 전당에 헌액되었고, 도카이 라디오 방송과 도쿄 주니치 스포츠의 야구 해설위원으로 활동했다. 그리고 은퇴한 프로 야구 선수들로 구성된 프로 야구 마스터스 리그 팀인 삿포로 앰비셔스의 감독을 역임했다. 2003년에는 히로시마 시장 선거에 출마했지만 낙선했고 2004년에는 자유민주당의 비례대표로 제20회 일본 참의원 의원 통상선거에 출마했다가(탤런트 야스오카 리키야가 찬조 연설자로 나왔음) 낙선했다.
2006년에는 NPO 법인 전국사회복지사업원조협회의 이사회장으로 선임되었다.
2007년부터 도쿄 국제대학 야구부 감독의 취임이 확정되었지만, 삿포로 앰비셔스의 활동이 프로 활동으로 간주되면서 2년이 경과되지 않으면 아마추어 등록을 할 수 없었다. 그 때문인지 애초에는 3남인 고바 다카아키(선수 시절에는 게이오기주쿠 대학 등에서 플레이를 했음)가 감독으로 취임해 스스로는 팀의 고문으로서 벤치에 들어가지 않는 지도자가 되었다. 2008년 4월부터는 정식으로 감독 취임을 했고(고바 다카아키는 조감독으로 부임) 2011년 5월 31일에 도쿄 신대학야구 춘계 리그전에서 첫 우승을 달성해 6월에는 전일본 대학야구 선수권 대회에서는 4강에 진출하는 쾌거를 이루었다.

## 상세 정보

### 출신 학교
- 구마모토 현립 세이세이코 고등학교
- 센슈 대학

### 선수 경력
사회인 시대
- 닛테쓰 광업 후타세

프로팀 경력
- 히로시마 카프·히로시마 도요 카프(1958년 ~ 1969년)
- 난카이 호크스(1970년 ~ 1971년)

### 지도자·기타 경력
- 난카이 호크스 2군 수비·주루 코치(1972년)
- 난카이 호크스 1군 수비·주루 코치(1973년)
- 히로시마 도요 카프 1군 수비 코치(1974년 ~ 1975년 4월)
- 히로시마 도요 카프 감독(1975년 5월 ~ 1985년)
- 후지 TV 야구 해설자(1986년)
- 요코하마 다이요 웨일스 감독(1987년 ~ 1989년)
- 도카이 라디오 방송 해설자·도쿄 주니치 스포츠 평론가(1999년 ~ 2007년)
- 도쿄 국제대학 감독

### 수상·타이틀 경력

#### 타이틀
- 도루왕 : 2회(1964년, 1968년)

#### 수상
- 베스트 나인 : 1회(1963년)
- 올스타전 MVP : 2회(1963년 3차전, 1966년 3차전)
- 쇼리키 마쓰타로상(1980년)
- 일본 야구 명예의 전당 헌액자(1999년)

### 개인 기록
- 올스타전 출장 : 3회(1963년, 1964년, 1966년)
- 통산 1000경기 출장 : 1966년 7월 23일(112번째)[5]

### 등번호
- 29(1958년)
- 1(1959년 ~ 1971년)
- 71(1972년 ~ 1973년)
- 72(1974년 ~ 1985년)
- 81(1987년 ~ 1989년)

### 등록명
- 古葉 毅(1958년 ~ 1963년)
- 古葉 竹識(1964년 ~ 1989년)

### 연도별 타격 성적
| 연 도       | 소 속       | 경 기 | 타 석 | 타 수 | 득 점 | 안 타 | 2 루 타 | 3 루 타 | 홈 런 | 루 타 | 타 점 | 도 루 | 도 루 자 | 희 생 번 | 희 생 플 | 볼 넷 | 고 4 | 사 구 | 삼 진 | 병 살 타 | 타 율 | 출 루 율 | 장 타 율 | O P S |
| ----------- | ----------- | ----- | ----- | ----- | ----- | ----- | ------- | ------- | ----- | ----- | ----- | ----- | -------- | -------- | -------- | ----- | ---- | ----- | ----- | -------- | ----- | -------- | -------- | ----- |
| 1958년      | 히로시마    | 88    | 368   | 340   | 35    | 76    | 8       | 2       | 5     | 103   | 18    | 8     | 5        | 7        | 0        | 21    | 0    | 0     | 36    | 3        | .224  | .269     | .303     | .572  |
| 1959년      | 히로시마    | 117   | 502   | 462   | 45    | 106   | 18      | 4       | 4     | 144   | 31    | 8     | 10       | 7        | 0        | 31    | 0    | 2     | 40    | 7        | .229  | .281     | .312     | .592  |
| 1960년      | 히로시마    | 119   | 490   | 442   | 35    | 118   | 8       | 2       | 2     | 136   | 22    | 18    | 8        | 14       | 3        | 30    | 1    | 1     | 30    | 7        | .267  | .315     | .308     | .623  |
| 1961년      | 히로시마    | 120   | 498   | 444   | 52    | 127   | 21      | 2       | 5     | 167   | 34    | 7     | 3        | 12       | 5        | 35    | 2    | 2     | 20    | 11       | .286  | .341     | .376     | .717  |
| 1962년      | 히로시마    | 120   | 439   | 400   | 40    | 97    | 9       | 0       | 3     | 115   | 28    | 12    | 6        | 6        | 1        | 28    | 0    | 4     | 33    | 9        | .243  | .299     | .288     | .586  |
| 1963년      | 히로시마    | 116   | 512   | 463   | 83    | 157   | 24      | 1       | 7     | 204   | 37    | 32    | 8        | 9        | 6        | 30    | 2    | 4     | 29    | 11       | .339  | .384     | .441     | .825  |
| 1964년      | 히로시마    | 120   | 524   | 476   | 44    | 104   | 10      | 2       | 2     | 124   | 25    | 57    | 18       | 9        | 3        | 35    | 2    | 1     | 51    | 12       | .218  | .273     | .261     | .534  |
| 1965년      | 히로시마    | 133   | 540   | 491   | 52    | 131   | 13      | 4       | 4     | 164   | 26    | 38    | 21       | 14       | 1        | 33    | 0    | 1     | 51    | 7        | .267  | .314     | .334     | .648  |
| 1966년      | 히로시마    | 135   | 576   | 527   | 58    | 130   | 16      | 6       | 3     | 167   | 39    | 15    | 16       | 9        | 3        | 36    | 1    | 1     | 26    | 7        | .247  | .296     | .317     | .613  |
| 1967년      | 히로시마    | 118   | 479   | 453   | 52    | 107   | 15      | 2       | 2     | 132   | 20    | 19    | 10       | 1        | 1        | 24    | 2    | 0     | 28    | 10       | .236  | .275     | .291     | .566  |
| 1968년      | 히로시마    | 116   | 458   | 412   | 53    | 92    | 16      | 0       | 4     | 120   | 20    | 39    | 10       | 7        | 1        | 35    | 1    | 3     | 47    | 6        | .223  | .289     | .291     | .580  |
| 1969년      | 히로시마    | 68    | 251   | 232   | 22    | 49    | 8       | 0       | 2     | 63    | 13    | 7     | 2        | 2        | 2        | 15    | 0    | 0     | 30    | 6        | .211  | .259     | .272     | .531  |
| 1970년      | 난카이      | 83    | 255   | 234   | 22    | 64    | 10      | 0       | 1     | 77    | 12    | 3     | 1        | 2        | 2        | 17    | 1    | 0     | 18    | 2        | .274  | .323     | .329     | .652  |
| 1971년      | 난카이      | 48    | 53    | 51    | 0     | 11    | 2       | 0       | 0     | 13    | 9     | 0     | 0        | 0        | 0        | 2     | 0    | 0     | 8     | 0        | .216  | .245     | .255     | .500  |
| 통산 : 14년 | 통산 : 14년 | 1501  | 5945  | 5427  | 593   | 1369  | 178     | 25      | 44    | 1729  | 334   | 163   | 118      | 99       | 28       | 372   | 12   | 19    | 447   | 98       | .252  | .303     | .319     | .621  |

- 굵은 글씨는 시즌 최고 성적.

### 감독으로서의 팀 성적
| 연도        | 소속        | 순위        | 경기 | 승리 | 패전 | 무승부 | 승률 | 승차                         | 팀 홈런                      | 팀 타율                      | 팀 평균자책점                | 연령                         |
| ----------- | ----------- | ----------- | ---- | ---- | ---- | ------ | ---- | ---------------------------- | ---------------------------- | ---------------------------- | ---------------------------- | ---------------------------- |
| 1975년      | 히로시마    | 1위         | 130  | 72   | 47   | 11     | .605 | -                            | 131                          | .256                         | 2.96                         | 39세                         |
| 1976년      | 히로시마    | 3위         | 130  | 61   | 58   | 11     | .513 | 14                           | 169                          | .270                         | 4.02                         | 40세                         |
| 1977년      | 히로시마    | 5위         | 130  | 51   | 67   | 12     | .432 | 25                           | 163                          | .268                         | 4.83                         | 41세                         |
| 1978년      | 히로시마    | 3위         | 130  | 62   | 50   | 18     | .554 | 5                            | 205                          | .284                         | 4.38                         | 42세                         |
| 1979년      | 히로시마    | 1위         | 130  | 67   | 50   | 13     | .573 | -                            | 172                          | .257                         | 3.74                         | 43세                         |
| 1980년      | 히로시마    | 1위         | 130  | 73   | 44   | 13     | .624 | -                            | 161                          | .263                         | 3.37                         | 44세                         |
| 1981년      | 히로시마    | 2위         | 130  | 67   | 54   | 9      | .554 | 6                            | 181                          | .274                         | 3.66                         | 45세                         |
| 1982년      | 히로시마    | 4위         | 130  | 59   | 58   | 13     | .504 | 8                            | 139                          | .254                         | 3.30                         | 46세                         |
| 1983년      | 히로시마    | 2위         | 130  | 65   | 55   | 10     | .542 | 6                            | 164                          | .269                         | 3.65                         | 47세                         |
| 1984년      | 히로시마    | 1위         | 130  | 75   | 45   | 10     | .625 | -                            | 167                          | .274                         | 3.37                         | 48세                         |
| 1985년      | 히로시마    | 2위         | 130  | 68   | 57   | 5      | .544 | 7                            | 160                          | .271                         | 4.13                         | 49세                         |
| 1987년      | 다이요      | 5위         | 130  | 56   | 68   | 6      | .452 | 22.5                         | 113                          | .259                         | 4.26                         | 51세                         |
| 1988년      | 다이요      | 4위         | 130  | 59   | 67   | 4      | .468 | 20.5                         | 85                           | .276                         | 3.93                         | 52세                         |
| 1989년      | 다이요      | 6위         | 130  | 47   | 80   | 3      | .370 | 36.5                         | 74                           | .260                         | 4.07                         | 53세                         |
| 통산 : 14년 | 통산 : 14년 | 통산 : 14년 | 1801 | 873  | 791  | 137    | .525 | A클래스 : 9회, B클래스 : 5회 | A클래스 : 9회, B클래스 : 5회 | A클래스 : 9회, B클래스 : 5회 | A클래스 : 9회, B클래스 : 5회 | A클래스 : 9회, B클래스 : 5회 |

- 순위에서 굵은 글씨는 일본 시리즈 우승.

1. 1975년부터 1996년까지는 130경기제.
2. 1975년은 5월 4일부터 시즌 종료까지 지휘.